# Мезо пракса
Мезопракса је пракса социјалног рада примарно са породицама и малим групама. Важне активности укључују фацилијацију комуникације, медијацију, преговарање, образовање и организовање. Са макро и микропраксом чини три нивоа праксе социјалног рада. Сви социјални радници се, до неког степена, укључују у све облике праксе, али могу се фокусирати и само на неке.